# Billy Thompson (futbolista)
William Thompson (nacido el 5 de mayo de 1968) es un futbolista estadounidense retirado que entrena fútbol juvenil. Fue internacional con la selección de Estados Unidos y jugó tres temporadas en la Major League Soccer con el Columbus Crew, y tres temporadas con el Pau Football Club en Francia.

## Carrera

### Universidad
Thompson, que nació en Cupertino, California, asistió a la UCLA, donde jugó como delantero en el equipo de fútbol masculino de 1986 a 1990. Obtuvo los honores del primer equipo All American en su último año. Ese año fue el capitán del equipo de los Bruins que ganó el campeonato de la NCAA. Thompson también fue el Jugador del Año de la ISAA en 1990 y terminó su etapa en la UCLA con 42 goles y 27 asistencias.

### Profesional
Mientras jugaba en la UCLA, Thompson pasó la temporada baja universitaria de 1988 y 1989 con Los Angeles Heat de la Western Soccer Alliance. En 1988, fue nombrado miembro del equipo All Star de la WSA.
Se estableció en Francia en 1991 para jugar en el Pau Football Club, de la segunda y tercera división francesa. Estuvo en el equipo hasta 1994. 
En 1995, pasó una única temporada con el Hawaii Tsunami de la USISL. Fue el MVP ofensivo de la liga. Ese mismo año también jugó como invitado en el Raj Pracha FC de Tailandia.

#### MLS
Los días 6 y 7 de febrero de 1996, la Major League Soccer (MLS) celebró su primer draft. El Columbus Crew seleccionó a Thompson en la tercera ronda (21º en la general) por delante de sus compañeros Eddie Lewis, Frankie Hejduk y Ante Razov. Por aquel entonces, Thompson jugaba al fútbol sala con el Tampa Bay Terror de la Liga Nacional de Fútbol Profesional. Thompson llegó a jugar cuatro temporadas con el Crew. Sin embargo, al final de su segunda temporada, en la que solo participó en seis partidos (cuatro como titular), el Crew no protegió a Thompson en el draft de expansión. La temporada siguiente volvió con fuerza, participando en veintinueve partidos. Sin embargo, se retiró al final de la temporada de 1999, terminando con 4 goles y 18 asistencias en su carrera en la MLS.

### Selección nacional
Tras su última temporada en la UCLA, Thompson fue miembro del equipo de fútbol universitario de Estados Unidos en la Universiada de 1991. 
Thompson fue convocado una vez con la selección nacional de Estados Unidos. Su único partido se produjo en una victoria por 1-0 sobre Costa Rica el 14 de junio de 1988. Aunque solo tiene un partido, jugó diecisiete partidos en total con la selección, pero dieciséis de ellos no fueron internacionales absolutos.
Compitió en la Copa Mundial de Fútbol Playa de FIFA de Río de Janeiro (Brasil) en 1995.

## Entrenador
Tras retirarse del fútbol profesional, Thompson permaneció en Columbus. En 1999, fue entrenador asistente del equipo de fútbol femenino de Ohio Wesleyan. La temporada siguiente, fue asistente del equipo de fútbol masculino. También es el entrenador principal del equipo femenino de Wellington High School. En el año 2000, Thompson se unió a Worthington United, un club local de fútbol juvenil, llevando al equipo masculino de 1990 a las semifinales de la Copa Estatal de Ohio en 2006 y 2007, y a su primer título estatal en 2008. En 2008, Worthington United se fusionó con el Columbus Crew para convertirse en Worthington Crew Juniors, una academia de desarrollo del Columbus Crew de la Major League Soccer. Thompson fue el director de Entrenamiento de los programas Worthington Crew Juniors y Crew Juniors Soccer. Sus antecedentes incluyen haber sido entrenador del Programa de Desarrollo Olímpico. Thompson entrenaba a los Worthington Crew Juniors y se dedica al equipo de la Academia de Desarrollo. Fue galardonado con los honores de entrenador del año de Ohio South en 2005 y tiene un diploma de entrenador nacional de la NSCAA. En la actualidad, Thompson es entrenador de Ohio Premier.

## Vida personal
Billy y su mujer, Shawnda, residen en Colombus con sus dos niños.